# بورگ (زارلاند)
بورگ (به آلمانی: Borg) یک منطقهٔ مسکونی در آلمان است که در پرل (زارلند) واقع شده‌است. بورگ ۳۹۵ نفر جمعیت دارد.